# Tommasino Di Cerclaria
Tommasino di Cerclaria, detto anche Thomasin di Zerclaere o di Circlario o di Cerchiari (Friuli, 1186 circa – Aquileia, 1235 circa), è stato un saggista e poeta italiano.

## Biografia e opere

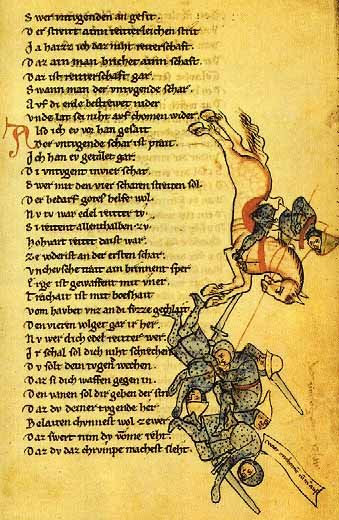
Una pagina del Der welsche Gast

Originario del Friuli, apparteneva probabilmente ad una famiglia patrizia di Cividale ed è stato l'autore di un trattato di morale in lingua tedesca titolato Der welsche Gast, iniziato nel 1215 e terminato l'anno successivo. Fu canonico del duomo di Cividale del Friuli e fece parte della corte di Volchero di Erla, patriarca di Aquileia dal 1204 al 1218.
Il suo nome  Thomasin von Zerkläre, o Zirkläre, è legato alla località di nascita Zerklaere, che in italiano si traduce "chiarire" ed in friulano "chiarisà" e  potrebbe coincidere con la località Chiarisà (Chiarisacco) nel comune di San Giorgio di Nogaro.